# Governació de Karak
La governació d'al-Karak (àrab: محافظة الكرك, muḥāfaẓat al-Karak) és una de les governacions o muhàfadhes de Jordània, al sud-oest d'Amman, la capital jordana. La seva capital és Al-Karak. Limita amb la governació de Madaba i la governació d'Amman al nord, amb la governació de Ma'an a l'est, amb la governació de Tafilah al sud, i amb el Mar Mort a l'oest.

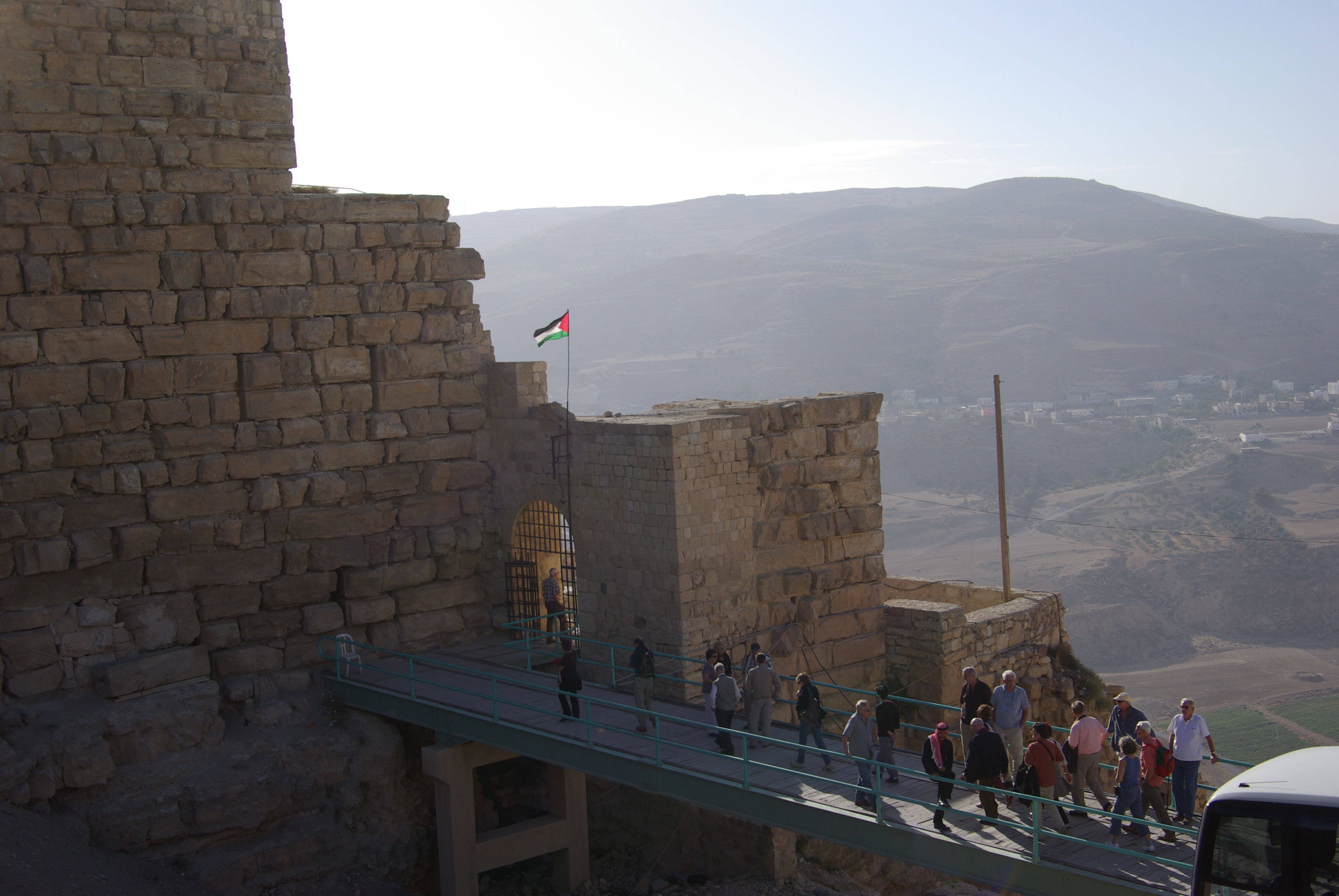
El castell croat Kerak a Al-Karak és un dels castells més grans de la regió de l'est.